# Fritz Bieler
Fritz Bieler Doebele (Gailingen, 9 de septiembre de 1895-† Ciudad de México, 1 de septiembre de 1957) fue un piloto de combate alemán durante la Primera Guerra Mundial. Sirvió como instructor de vuelo en la Fuerza Aérea Mexicana y realizó vuelos récord de larga distancia, incluyendo uno alrededor del mundo en 1935.
Bieler también fue piloto fumigador, dueño de una escuela de vuelo privada, ejecutivo de la aerolínea Mexicana de Aviación y transformó la abandonada Hacienda de Cocoyoc, Morelos en un hotel-golf de alta categoría.

## Aviación militar
Fritz Bieler nació en Gailingen, Constanza, Alemania el 9 de septiembre de 1895. Se entrenó como piloto aviador militar y participó en el último año de la Primera Guerra Mundial en la Unidad de Observación.
Al terminar la guerra, se dedicó al cine como actor y piloto.
En 1921 trabajó como instructor de vuelo en el Aeroclub de Augsburgo y más tarde ese mismo año, se desplazó a la Ciudad de México para servir como instructor de vuelo y mercenario en la Fuerza Aérea Mexicana junto con el estadounidense Ralph O'Neill y el francés Joe Ben Lievre. 
En 1924, participó en combates contra la rebelión encabezada por Adolfo de la Huerta, volando en una escuadrilla al mando del mayor Montero Ramos sobre localidades del estado de Chiapas. Bieler realizó varias misiones de observación, bombardeo y ametrallamiento, ayudando así a sofocar la Rebelión delahuertista.

## Aviación civil
En 1925 abandonó la aviación militar y se dedicó a la aviación civil en México. Durante 1926 trabajó como piloto fumigador y en 1927 fue contratado por la aerolínea "Aero-Lloyd" en México, la cual desapareció el mismo año.
En 1927, Fritz Bieler fundó una escuela de vuelo en la Ciudad de México. En 1928, uno de sus estudiantes, el acaudalado Joaquín González Pacheco se hizo socio de la escuela y decidieron comprar un avión Stinson Detroiter y viajaron a Detroit a recogerlo. De regreso, decidieron volarlo de Windsor, Canadá a la Ciudad de México sin hacer escalas. Debido al clima, tuvieron que reabastecerse en Tampico, aterrizando en la Ciudad de México el 24 de junio de 1928, siendo recibidos por una multitud.
Fritz contrajo matrimonio con Conchita Palomino, originaria de Guanajuato, en agosto de 1928 y ese mismo año, fundó otra línea aérea dando servicio entre Mérida y la Ciudad de México. La pequeña compañía fue absorbida por Mexicana de Aviación y Bieler y su socio se convirtieron en accionistas de dicha empresa. Bieler también trabajó en Mexicana como ejecutivo y como piloto explorador de rutas.
Dejando sus labores en Mexicana, Bieler se trasladó al estado de Chiapas, donde trabajó como piloto rural. En 1933 Fritz Bieler obtuvo su ciudadanía mexicana y ese mismo año emprendió un viaje aéreo alrededor del mundo en compañía del británico Harold Lister, tripulando un avión anfibio de tipo Beechcraft Sataggerwing.
A finales de los años 1940s, compró la abandonada Hacienda de Cocoyoc en el estado de Morelos y la transformó en un hotel-golf de alta calidad.
Fritz Bieler falleció en la Ciudad de México el día de 1 de septiembre de 1957.